# 韦尼恩·加布里埃尔
韦尼恩·加布里埃尔（英語：Wenyen Gabriel，1997年3月26日—）為美國男子籃球運動員，南蘇丹國家隊成員，現效力希腊篮球甲级联赛帕纳辛奈克斯。

## 職業生涯
2024年7月10日，加布里埃尔與以色列籃球超級聯賽特拉維夫馬卡比簽下1+1年合約。12月23日，希腊篮球甲级联赛帕纳辛奈克斯引進加布里埃尔。

## 外部連結
- 官方网站
- 韦尼恩·加布里埃尔在fiba.basketball（英语）
- 韦尼恩·加布里埃尔在NBA（英语）
- 韦尼恩·加布里埃尔在歐洲籃球聯賽（英语）
- 韦尼恩·加布里埃尔在Basketball-Reference.com（NBA）（英语）
- 韦尼恩·加布里埃尔在Basketball-Reference.com（NBA G聯盟）（英语）
- 韦尼恩·加布里埃尔在Basketball-Reference.com（國際）（英语）
- 韦尼恩·加布里埃尔在Sports-Reference.com（NCAA）（英语）
- 韦尼恩·加布里埃尔在ESPN（NBA）（英语）
- 韦尼恩·加布里埃尔在Eurobasket.com（球員）（英语）
- 韦尼恩·加布里埃尔在RealGM（英语）
- 韦尼恩·加布里埃尔在Proballers（英语）
- 韦尼恩·加布里埃尔在Olympics.com（英语）